# Franz Mumb von Mühlheim
Franz Mumb Edler von Mühlheim (*  30. März 1754 in Chrudim, Königreich Böhmen; †  9. April 1832, in Temeswar, Kaisertum Österreich) war Inhaber des Infanterie-Regiments Erzherzog Rainer und Festungskommandant von Temeswar.

## Leben und Wirken
Sein Vater war Rittmeister-Auditor im 3. Husaren-Regiment. Franz Mumb trat im Jahre 1776 als Fahnenkadett in das 44. Infanterie-Regiment Erzherzog Albrecht, in welchem er im Jahre 1777 zum Fähnrich, 1781 zum Unter-, 1788 zum Oberleutnant und im Jahre 1794 zum Kapitän vorrückte. Im Jahre 1795 zum wirklichen Hauptmann ernannt, kam er zu gleicher Zeit zum General-Quartiermeisterstabe und wurde 1799 Major in demselben. Im Jahre 1805 zum Oberstleutnant befördert, rückte im Dezember 1805 zum Obersten und Regimentskommandanten des Infanterie-Regiments Hohenlohe-Bartenstein Nr. 26 vor. Am 31. August 1809 wurde Mumb General-Major. In der Völkerschlacht bei Leipzig befehligte er eine Brigade im Korps von Feldzeugmeister Hieronymus von Colloredo-Mansfeld.
1823 kam er als Brigadier- und Stadtkommandant nach Verona. Als solcher wurde er am 9. April 1824 zum Feldmarschallleutnant befördert und Divisionär in Padua. Als die Generalkommandanten von Venedig und Mailand vereinigt wurden, wurde Mumb als Divisionär nach Verona übersetzt und führte für einige Zeit in Abwesenheit des kommandierenden Generals die Leitung des General-Kommandos. Im Jahr 1825 verlieh ihm Kaiser Franz I. die zweite Inhaberstelle des Infanterie-Regiments Erzherzog Rainer. Am 16. November 1827 erhielt er das Kommando der Festung Temeswar und behielt es bis zu seinem Tod im Jahr 1832.
In den Jahren 1781–1788 beteiligte sich Mumb bei der Mappierung im Banat, in Slavonien und Syrmien.
Er wurde im Jahre 1822 mit dem Kommandeur- und im Jahre 1827 mit dem Großkreuz des St. Georgs-Ordens der Wiedervereinigung ausgezeichnet. Im Jahre 1817 wurde Mumb in den Adelsstand mit dem Prädikat „von Mühlheim“ erhoben.